# Łańcut
Łańcut is een stad in het Poolse woiwodschap Subkarpaten, gelegen in de powiat Łańcucki. De oppervlakte bedraagt 19,43 km², het inwonertal 18.045 (2005). Centraal in de plaats staat het Kasteel Łańcut. Daarnaast heeft de stad een uit 1761 daterende synagoge.

## Verkeer en vervoer
- Station Łańcut